# Joseph Jérôme Lefrançois de Lalande
Joseph Jérôme Lefrançois de Lalande (tudi Jér Le Français de la Lande), francoski astronom, matematik, pisatelj, enciklopedist in prostozidar, * 11. julij 1732, Bourg-en-Bress, departma Ain, Francija, † 4. april 1807, Pariz, Francija.

## Življenje in delo
Kot mladenič je de Lalande študiral pravo, vendar je stanoval blizu nekega observatorija, in to mu je razvnelo duha. Pravo je dokončal, vendar poklica ni opravljal. Ukvarjal se je z merjenjem Lunine paralakse. Leta 1751 je šel v Berlin opazovat Lunino paralakso, medtem ko so na jug z istim namenom poslali de Lacaillea. Bil je Clairautov pomočnik, ki je leta 1757 ponovil Halleyjeve račune in pri tem upošteval tudi vplive drugih planetov. Uporabil je matematične metode, ki jih je 8 let prej izpopolnjeval prav z namenom, da bi se lahko spopadel z nekaterimi astronomskimi problemi. Skupaj s Hortense Lepaute sta se 6 mesecev s polnim delovnim časom ukvarjala s Clairautovimi računi.
Leta 1762 je de Lalande postal profesor astronomije na Francoskem kolegiju (Collège de France), leta 1795 pa peti predstojnik Pariškega observatorija. Nasledil ga je Méchain. De Lalande se je veliko časa ukvarjal s sestavljanjem velikega zvezdnega kataloga s 47.000 zvezdami, pri čemer je izmeril lege nekaj tisoč zvezd. Objavil ga je leta 1801 z naslovom Histoire celeste française. Za eno izmed zvezd, zabeleženo kot Lalande 21185, se je nazadnje izkazalo, da je tretja najbližja Soncu in ena tistih, za katere je v sredini 20. stoletja van de Kampov observatorij odkril, da imajo planet. Danes je peta najbližja Soncu, oddaljena 8,29 sv. l. Pred njo so samo vse tri Kentavre, Proksima, α A in α B, (4,22, 4,36 sv. l.), Barnardova zvezda, 5,96 sv. l., Teegardnova zvezda, 7,5 sv. l. in Wolf 359, 7,78 sv. l.
Pri svojih opazovanjih je najprej 8. in potem še 10. maja 1795 zabeležil lego Neptuna. Ni se zavedal, da to ni bila zvezda. Bil je velik popularizator astronomije in je napisal vse astronomske prispevke za Diderotovo Enciklopedijo (L'Encyclopédie). Leta 1796 je v Capetownu opazoval prehod Venere preko Sonca. Leta 1798 je poletel z balonom in pozneje predlagal, kako izboljšati padala.
De Lalande si je dopisoval z Jurijem Vego.
Bil je član prostozidarske lože Lovski rog iz Westminstra, pozneje pa je bil med ustanovitelji lože Devet sester.
Bil je med ustanovnimi člani Urada za dolžine (Bureau des longitudes) leta 1795.

## Priznanja
Francoska akademija znanosti je med letoma 1802 in 1970 za znanstvene dosežke na področju astronomije na njegovo pobudo podeljevala Lalandovo nagrado.

### Poimenovanja
Po njem se imenuje krater Lalande na Luni in asteroid glavnega pasu 9136 Lalande.

## Dela
- Traite d'astronomie (2 knjigi, 1764 razširjena izdaja, 4 knjige, 1771-1781; 3. izdaja, 3 knjige, 1792),
- Histoire celeste française (1801), lege 50.000 zvezd,
- Bibliographie astronomique (1803), z zgodovino astronomije od 1780 do 1802,
- Astronomie des dames (1785),
- Abrege de navigation (1793),
- Voyage d'un français en Italie (1769), pomemben zapis o svojem potovanju 1765-1766. V njem med drugim omenja Tartinija.